# Dave Rubin
David Joshua Rubin (Brooklyn, Nueva York, EE. UU., 26 de junio de 1976) es un presentador de radio y personalidad televisiva estadounidense.
Es el creador y presentador del talk show político The Rubin Report, anteriormente parte de Ora TV y The Young Turks Network. Anteriormente había sido el presentador del podcast The Six Pack y del programa de radio Sirius XM Radio.
Rubin es conocido por su estilo de sátira y comentario político. Toca muchos temas contemporáneos, entre ellos la corrección política, la libertad de expresión, la política en general, los medios, la religión, asuntos internacionales y la división ideológica entre el liberalismo y el progresismo. También ha sido esencial en la popularización del término regressive left (lit. "izquierda regresiva") en el mundo de habla inglesa.
Rubin es generalmente considerado un comentarista conservador o próximo al libertarismo, aunque se identifica a sí mismo como un liberal clásico. El Informe Rubin, su emisión en Youtube, está parcialmente financiado por el Instituto de Estudios Humanitarios, una organización financiada por fundaciones de la familia Koch.

## Biografía
Dave Rubin nació en Brooklyn, Nueva York, creció en Syosset, y vivió 13 años en el Upper West Side de Manhattan. Es de ascendencia judía y es el mayor de tres hermanos.
En 1994, Rubin se graduó de la Escuela Secundaria Syosset. En 1998, obtuvo su licenciatura en ciencias políticas de la Universidad de Binghamton en Vestal.

## Vida personal
Rubin es públicamente gay desde que salió del armario en 2006. En consecuencia, su discurso es cercano a los principios y valores del conservadurismo LGBT. Pese a que en reiteradas oportunidades se declaró como agnóstico y ha sido un fervoroso crítico a las religiones, en una entrevista otorgada en noviembre de 2019, negó ser ateo y declaró estar abierto a vivenciar un tipo de espiritualidad cristiana, esto luego de una entablar una profunda conversación sobre este tema con el doctor en matemáticas John Lennox.